# エジプトのマカリオス
エジプトのマカリオス（300年頃 - 391年頃）は、正教会、非カルケドン派、カトリック教会で崇敬される聖人。正教会ではエギペトの聖大マカリイとも表記される。
パコミオス、アレクサンドリアのマカリオス、ポントスのエヴァグリオス、聖大アルセニオスといった聖人達とともに、隠遁修道の形を最初期に極めた聖人として並び称される。4世紀のエジプトの砂漠は、エルサレムへの巡礼の際に立ち寄られる聖地との位置づけも得るほどに、隠遁修道の中心地となっていた。

## 伝承による生涯
以下はマカリオスを崇敬する教会の伝承に伝えられる内容である。
両親の希望により、結婚生活に入ったマカリオスであったが、妻と死別し妻の埋葬式が終わると、隠遁修道に入る。両親の存命中は村に住む両親を助けつつ、神が遣わした長老に従い、村に近い荒野で祈る日々だった。
当地に着座した主教はマカリオスを見出し、マカリオスの意に反して叙聖したが、マカリオスは静寂が妨げられる事を嫌って、秘かに住まいを離れて、再び修行の生活に戻った。
修行にあたっては様々な救いの敵による妨害があった。ある時は、近隣の村に住む処女の娘を誘惑したとの嫌疑を娘の申し立てによりかけられ、庵から引き出されて侮辱された。しかしマカリオスは謙遜によってじっと耐えるのみであった。その後、申し立てをしていた娘が良心の呵責に苦しんだ後、本当に誘惑した犯人が別に居ることを明らかにすると、驚いた両親と村人たちはマカリオスのところに詫びに向かったが、マカリオスは人々を避けてさらに遠くの荒野に移り住んだ。
30代に入ったマカリオスは修道の父とも称される聖大アントニオスのもとに弟子入りし、修道のあり方を学ぶ。10年後、司祭に叙聖された。以後マカリオスの指導する修道士たちの群れは大きく育っていった。
マカリオスの著作は数多い。また聖マカリオスの名を冠する修道院が、現代にも多数存在している。

## 著作
- 克肖なる神父埃及マカリイ全書　堀江復 訳　正教会編集局　出版年月日明39.1

## 関連書籍
- 大聖マカリオスの言行録　〔マカリオス／述〕　稗田操子／訳　中央出版社　ISBN 978-4-8056-5602-0